# Jordi Cruz Pérez
|  | Aquest article tracta sobre el presentador de televisió. Si cerqueu el cuiner, vegeu «Jordi Cruz Mas». |

Jordi Cruz Pérez (Barcelona, 14 d'octubre del 1976), és un presentador de televisió conegut per haver presentat el programa Art Attack.
Amb només dinou anys va començar a treballar al programa infantil Club Disney, a Telecinco. El seu treball al capdavant del programa li va proporcionar una gran popularitat entre el públic infantil, així com als seus companys de plató Vanessa Martyn, David Carrillo, Jimmy Castro, i Elena Jiménez.
El setembre de 1998 se li va encarregar la presentació d'un altre programa per a nens: Art Attack, de Disney Channel, un espai de treballs manuals especialment pensat per als més menuts i que va conduir fins al 2004. Posteriorment, va col·laborar a l'espai El rayo (2000), amb Inma del Moral.
El 2005 va passar a presentar un altre dels espais emblemàtics de la programació infantil a Espanya, Megatrix, que va copresentar amb la cantant Natalia Rodriguez fins al 2007. El 2009 va dirigir i presentar el concurs musical El número 1, a Neox.
També ha estat actor de doblatge, per exemple a la formiga Flik a A Bug's Life, a Fred Weasley de Harry Potter, i com a Josh a D2: The Mighty Ducks, coneguda a Espanya com "Vuelven los mejores"
El 2013 va passar a ocupar-se de la programació matinal de Ràdio Calvià. Actualment, és locutor de ràdio a Cadena 100.
El 2019 copresenta el programa de rebosteria "Niquelao" a la plataforma Netflix, adaptació d'un famós concurs conegut com a Nailed it!, juntament amb Pepa Charro, La Terremoto de Alcorcon, amb la col·laboració del cuiner Christian Escribà.